# Concordia Yawls

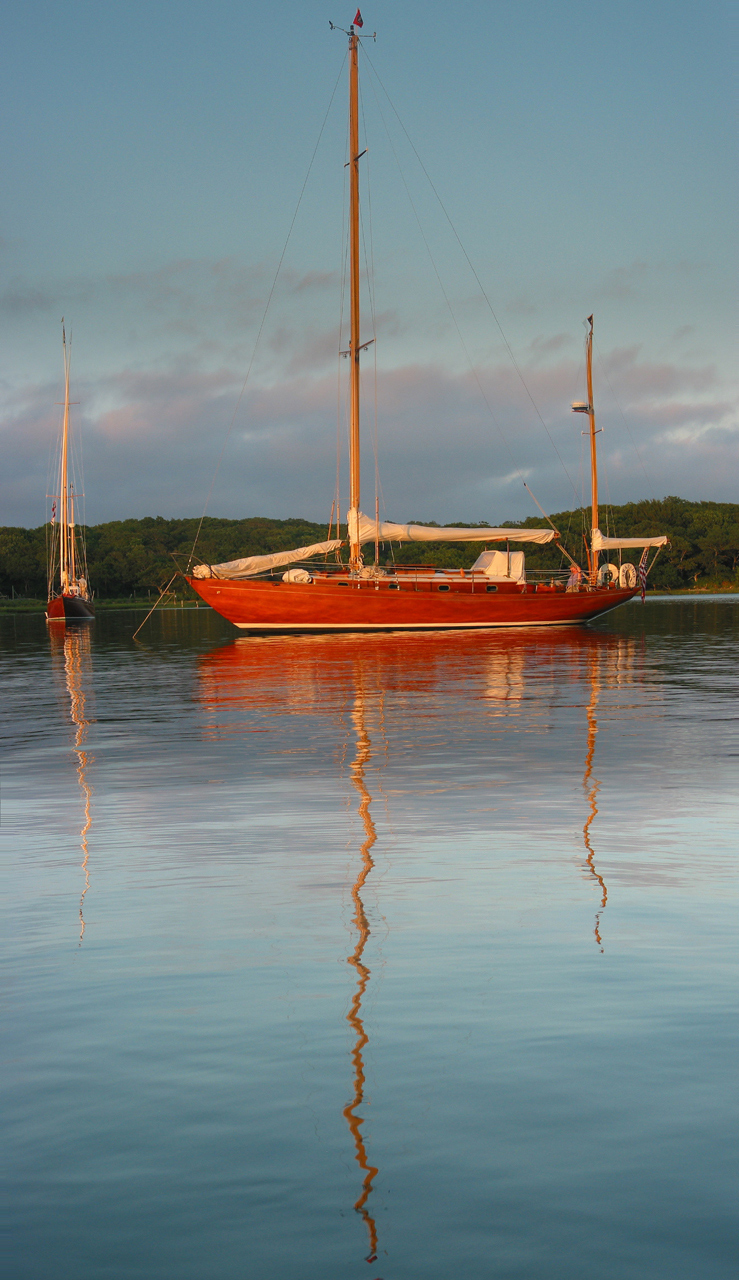
Concordia Yawls #85 Arapaho und #82 Coriolis

Die Concordia-Yawl ist eine klassische seegehende Holz-Yacht mit einer Bermuda-Hochtakelung und zwei Masten bei einer Gesamtlänge von 39 Fuß und 10 Inch (12,14 m). Da 2 Inch an der Gesamtlänge von 40 Fuß fehlten, nannte man die Yacht auch Concordia 40. Das Besondere an diesem 1938 vom US-Amerikaner C. Raymond Hunt (1908–1978) mit Unterstützung von Llewellyn und Waldo Howland, Clinton Crane, Fenwick Williams und Frank Paine entworfenen Yacht-Typ ist die hohe Anzahl von 103 praktisch identischer Yachten, die von 1938 bis 1966 gebaut wurden. Diese Produktionszahl mag im 21. Jahrhundert zu Zeiten von Serienyachten aus Glasfaserverstärkter Kunststoff nicht bedeutungsvoll sein, aber die Klasse der Concordia-Yawls ist die weltweit größte Einheitsklasse von seegehenden Holz-Kielyachten, die heute fast vollständig erhalten geblieben ist.

## Geschichte
Die Familie des US-Amerikaners Llewellyn Howland besaß einen vom norwegischen Yacht-Konstrukteur Colin Archer entworfenen Lotsen-Kutter Escape, der im Herbst 1938 während des verheerenden Neuengland-Hurrikans zerstört wurde. Howland beauftragte daraufhin die Concordia Company Inc., die er 1926 in South Dartmouth (Massachusetts) gegründet hatte und die zu dieser Zeit von seinem Sohn Waldo geführt wurde, einen Ersatz zu entwerfen und zu bauen. Howland wollte ein Segelboot, das sowohl für Wanderfahrten als auch für Regatten verwendet werden konnte und dem starken Wind und dem unruhigen Wasser der Buzzards Bay standhält. So entstand der Concordia-Entwurf. Zwischen 1938 und 1966 wurden 103 Concordias hergestellt. Die ersten vier Concordias wurden an der Ostküste der USA in Massachusetts gebaut. Concordia Company beauftragte 1951 die deutsche Werft Abeking & Rasmussen in Lemwerder mit dem Bau der restlichen 99 Yachten (26 davon als 41 Fuß-Rumpf).
Abeking & Rasmussen (A&R) konnten wegen des starken US-Dollar-Kurses die Yachten zu einem für US-Amerikaner sehr günstigen Preis liefern und gleichzeitig ihre Werft nach dem Zweiten Weltkrieg auslasten und die eigenen hoch spezialisierten Bootsbauer weiter beschäftigen. Die in Bremen fertig gestellten Concordia Yawls wurden als Decksfracht auf Frachtschiffen nach Massachusetts geliefert und bei der Concordia Company endausgerüstet. Die Concordia Company bezahlte der Werft Abeking & Rasmussen im Jahr 1955 für eine Concordia Yawl 12.629,50 US-Dollar, dem US-amerikanischen Segler stellte die Concordia Company für das segelfertige Schiff 21.000,00 US-Dollar in Rechnung einschließlich eines Gewinns von ca. 4000 US-Dollar.
102 der 103 gebauten Concordia Yawls existieren noch heute (Stand 2021). Alle Yachten sind ausführlich dokumentiert auf der Website der Concordia Company.
Die Concordia Yawls wurden immer auch als Regatta-Yachten genutzt und gewannen viele Hochsee-Rennen inklusive des prestigeträchtigen Newport-Bermuda-Race (1954 und 1978), des Annapolis Race (1955), während der Cowes Week (1955) und des Marblehead to Halifax Ocean Race (1955 und 1997).
| Jahr | Regatta                    | Yacht     | Rumpf-Nummer | Baujahr | Werft                       | damaliger Eigner  |
| ---- | -------------------------- | --------- | ------------ | ------- | --------------------------- | ----------------- |
| 1954 | Newport-Bermuda-Race       | Malay     | Nr. 2        | 1939    | Concordia Company           | Daniel Strohmeier |
| 1955 | Annapolis Race             | Actaea    | Nr. 17       | 1953    | Abeking & Rasmussen (#4873) | Henry Sears       |
| 1955 | Cowes Week                 | Harrier   | Nr. 30       | 1955    | Abeking & Rasmussen (#5035) | C. Raymond Hunt   |
| 1955 | Marblehead-to-Halifax Race | Malay     | Nr. 2        | 1939    | Concordia Company           | Daniel Strohmeier |
| 1978 | Newport Bermuda Race       | Babe      | Nr. 26       | 1955    | Abeking & Rasmussen (#5001) | Arnold Gay        |
| 1997 | Marblehead-to-Halifax Race | Crocodile | Nr. 67       | 1959    | Abeking & Rasmussen (#5436) | Robert Crocker    |

Die beiden 41-Fuß Concordia Yawls Arapaho (Rumpf-Nr. 85) und Irian (Rumpf-Nr. 70) wurden 1999 bei den Dreharbeiten zu dem Film Message in a Bottle – Der Beginn einer großen Liebe mit Kevin Costner und Robin Wright in den Hauptrollen genutzt.

## Concordia Yawl Konstruktion
- Rumpfkonstruktion: Eichenkiel mit dampfgebogenen laminierten Eichenspanten, Außenhaut mit afrikanische Mahagoni-Beplankung, Bootsdeck in heller Mahagoni-Verkleidung, mit Segeltuch überzogenes Hauptdeck und Kajütenoberseite, Bronze-Plankenbefestigungen, Kielbolzen aus verzinktem Eisen, Eisenkiel.
- Rigg: hohle Salinge, einschließlich Spinnakerbaum, Edelstahl-Takelage (Wanten und Stage), verzinkte Zapfen, Bronzebeschläge und -Winschen
- Besegelung: Großsegel, Besansegel und Fock aus Dacron; Schoten und Fallen (laufendes Gut) aus Dacron
- Maschine: Gray-Motor, 4 Zylinder, 31 PS, Kontrollinstrumente in der Plicht
- Antriebspropeller: 2-Flügel-Festpropeller, mittig im Rumpf angebracht
- Sanitär und Tanks: Waschbecken und Toilette mit Pumpe im Waschraum, Waschbecken und Pumpe in der Kombüse, eingebaute Bilgenpumpe; drei Nirosta-Wassertanks mit einer Gesamtkapazität von ungefähr 230 Litern (60 US-Gallonen); ein 75 Liter (20 US-Gallonen) Nirosta-Benzintank
- Kajüten-Ausstattung: 2 spezielle Klapp-Kojen im Vorschiff, 2 feste Kojen in der Hauptkajüte, Kapoc-Matratzen, Kajütentisch, Eisfach mit einem Fassungsvermögen von 34 kg, Petroleumherd, 7-faches elektrisches Licht, 1 Petroleumlampe, getäfeltes Kiefernschott, Fliegengitter
- Sonstige Ausrüstung: Elektrisches Maschinenlicht, Positionslaternen, Anker mit Kette, Bootshaken, Flaggenstock, Segeltucheimer, Mopp, einige Werkzeuge, Bootsfender, Rettungsring, Festmacherleinen, Kompass und Fernglas, Rettungsleinen, Luken- und Oberlichtabdeckungen.